# يطروفة ظفارية
يطروفة ظفارية (الاسم العلمي:Jatropha dhofarica) هي نوع من النباتات تتبع جنس اليطروفة من الفصيلة الفربيونية.